# 上谷理佳
上谷 理佳（うえたに りか、9月3日-）は、日本のフリーアナウンサー。元NHK首都圏放送センター契約キャスター。

## 来歴・人物
長崎県長崎市出身。長崎県立長崎東高等学校を経て（55回生）、東京女子大学文理学部英米文学科卒業。大学在学中、東京アナウンスセミナーに通っていた（7期生）。2007年から4年間NHK長崎放送局に勤務し、2011年から2014年まではNHK首都圏放送センターの番組を担当していた。
血液型はA型。趣味はマリンバ演奏、紅茶、口笛を吹くこと。

## 担当番組

### テレビ

#### NHK首都圏放送センター
- こんにちはいっと6けん（2011年4月 - 2012年3月）[4]
- ひるまえ ほっと（2012年4月 - 2014年7月）[4]
- 首都圏ネットワーク [4]
- NHKニュースおはよう日本（リポーター）

#### NHK長崎放送局
- ニュース長崎EYE610[5]
- ながさきナビゲーター ヒルミテ[5]
- ながさき新紀行[5]

#### NBC長崎放送
- 情報☆ピカッぷ

### ラジオ

#### NBC長崎放送
- Sweets×Pop すっぴんNAGASAKI
- お誕生日おめでとう